# 코리아컵 MVP
이 문서는 대한민국의 FA컵에서 MVP상 (Most Valuable Player Award) 즉 최우수 선수상을 받은 선수들의 명단이다.

## MVP
| 시즌 | 선수            | 구단               |
| ---- | --------------- | ------------------ |
| 1996 | 조진호          | 포항 스틸러스      |
| 1997 | 김정혁          | 전남 드래곤즈      |
| 1998 | 강준호          | 안양 LG 치타스     |
| 1999 | 박남열          | 천안 일화 천마     |
| 2000 | 박성배          | 전북 현대 모터스   |
| 2001 | 김은중          | 대전 시티즌        |
| 2002 | 서정원          | 수원 삼성 블루윙즈 |
| 2003 | 에드밀손        | 전북 현대 모터스   |
| 2004 | 김용대          | 부산 아이콘스      |
| 2005 | 밀톤            | 전북 현대 모터스   |
| 2006 | 김효일          | 전남 드래곤즈      |
| 2007 | 김치우          | 전남 드래곤즈      |
| 2008 | 최효진          | 포항 스틸러스      |
| 2009 | 이운재          | 수원 삼성 블루윙즈 |
| 2010 | 염기훈          | 수원 삼성 블루윙즈 |
| 2011 | 조동건          | 성남 일화 천마     |
| 2012 | 황지수          | 포항 스틸러스      |
| 2013 | 신화용          | 포항 스틸러스      |
| 2014 | 박준혁          | 성남 FC            |
| 2015 | 다카하기 요지로 | FC 서울            |
| 2016 | 염기훈          | 수원 삼성 블루윙즈 |
| 2017 | 김용대          | 울산 현대          |
| 2018 | 세징야          | 대구 FC            |
| 2019 | 고승범          | 수원 삼성 블루윙즈 |
| 2020 | 이승기          | 전북 현대 모터스   |

## 같이 보기
- 코리아컵
- 코리아컵 득점상
- K리그 MVP
- 대한축구협회